# Hastījān
Hastījān (persiska: هستيجان, هَشتيجان) är en ort i Iran.   Den ligger i provinsen Markazi, i den centrala delen av landet, 210 km söder om huvudstaden Teheran. Hastījān ligger 1 760 meter över havet och antalet invånare är 307.
Terrängen runt Hastījān är varierad. Runt Hastījān är det ganska glesbefolkat, med 36 invånare per kvadratkilometer. Närmaste större samhälle är Delījān, 16,8 km nordväst om Hastījān. Omgivningarna runt Hastījān är i huvudsak ett öppet busklandskap.